# جيم ياربروف (مدرب كرة سلة)
جيم ياربروف (بالإنجليزية: Jim Yarbrough)‏ هو مدرب كرة سلة أمريكي، ولد في 8 فبراير 1964.